# Ксенофонт Робејски
Ксенофонт Робејски (14 -15 век) - православни монах. Канонизован као светитељ. Спомиње се на дан погибије: 28. јуна (11. јула) и на његов имендан: 26. јануара (8. фебруара) .
Замонашио се у Новгородском манастиру Лисицки код игумана Варлама крајем 14. и почетком 15. века. Основао је Николску пустињу на обалама реке Робејка, близу Новгорода, која се, пошто је искривила његово име, дуго звала Селифонтоваја. Његове свете мошти почивале су у манастирској цркви, која је касније постала парохијска .
Његово житије је изгубљено, а када су га поново написали у 18. веку, помешали су два Варлаама и приписали Ксенофонту завет монаха Варлама Хутинског, који је живео 200 година раније. Био је пријатељ Антонија Димског, који је и сам, међутим, вероватно живео у 15. веку, а хагиографи су га, заузврат, помешали са Антонијем Римљанином, који је живео у 12. веку. Једини примерак житија пронађен је тек крајем 20. века и објавио А. Г. Бобров. Житије је написано тек у 18. веку (у њему се користи реч „предмет“, превод латинског „објецтум“, који је у руски језик ушао тек 1720. године). Међутим, аутор житија је настојао да подражава древне примере.
Монах Ксенофонт Робејски и манастир који је он основао више пута се помињу у литератури 19. и почетка 20. века, али се све ове референце одликују крајњом краткоћом; садрже исти скуп података: монах Ксенофонт је ученик Варлаама Хутинског, време оснивања манастира се приписује 13. веку, понекад се извештава о манастирској цркви. Историјске информације су често погрешне .